# Менделовско наслеђивање код човека
Менделовско наслеђивање код човека (енгл. Mendelian Inheritance in Man) је пројекат у виду базе података људских гена и свих познатих наследних обољења. База такође садржи информације о симптомима конкретних болести, наслеђивању, молекуларној генетици и стручним публикацијама које су повезане са конкретном темом.
Веб портал ове базе носи назив Online Mendelian Inheritance in Man (скр. OMIM) и омогућава лаку претрагу тражених појмова, као и напредну претрагу. У оквиру је Entrez претраживача.

## Историја
Пројекат је покренуо др Виктор А. МакКјузик почетком 1960-тих. Између 1966. и 1998. је објављено 12 штампаних издања. Електронска верзија је направљена 1985. године у сарадњи Националне медицинске библиотеке (енгл. National Library of Medicine) и Медицинске библиотеке Вилијем Велч (енгл. William H. Welch Medical Library) на универзитету Џон Хопкинс. 
На интернету је доступна од 1987, а Национални центар за биотехнолошке информације (енгл. National Center for Biotechnology Information) прилагодио ју је за World Wide Web 1995. године.

## Процес прикупљања податка и употреба
Садржај МИМ/ОМИМ заснован је на избору и прегледу објављене рецензиране биомедицинске литературе. Ажурирање садржаја врши тим научника и њихових сарадника под руководством др Аде Хамос са Института за генетичку медицину Универзитета Џон Хопкинс. 
Иако је ОМИМ доступан јавности, дизајниран је за употребу пре свега од стране лекара и других здравствених радника који се баве генетским поремећајима, од стране истраживача генетике и напредних студената науке и медицине.
База података може се користити као ресурс за проналажење литературе релевантне за наслеђена стања, а њен систем нумерисања се широко користи у медицинској литератури како би се обезбедио јединствени индекс за генетске болести.

## ОМИМ систем класификације

#### ОМИМ бројеви
Сваки ОМИМ унос добија јединствени шестоцифрени идентификатор као што је сумирано у наставку:
- 100.000–299.999: аутозомни локуси или фенотипови (уноси направљени пре 15. маја 1994.)

- 300.000–399.999: Х-повезани локуси или фенотипови

- 400.000–499.999: I-повезани локуси или фенотипови

- 500.000–599.999: митохондријски локуси или фенотипови

- 600.000 и више: аутозомни локуси или фенотипови (уноси направљени после 15. маја 1994.)

У случајевима алелне хетерогености, иза МИМ броја уноса следи децимални зарез и јединствени четвороцифрени број који наводи варијанту.  На пример, алелне варијанте у ХББ гену (141.900) су означене бројевима од 141900.0001 до 141900.0538.
Пошто ОМИМ има одговорност за класификацију и именовање генетских поремећаја, ови бројеви су стабилни идентификатори поремећаја.

### Симболи који претходе МИМ бројевима
Симболи који претходе МИМ бројевима означавају категорију уноса:
Звездица (*) испред броја уноса означава ген.
Симбол броја (#) испред броја уноса означава да је то дескриптивни унос, обично фенотипа, и да не представља јединствени локус. Разлог за употребу симбола броја наведен је у првом пасусу уноса. Дискусија било којих гена повезаних са фенотипом налази се у другом уносу (или уносима) као што је описано у првом параграфу.
Знак плус (+) испред броја уноса означава да унос садржи опис гена познате секвенце и фенотипа.
Знак процента (%) испред броја уноса указује да унос описује потврђени Менделов фенотип или фенотипски локус за који није позната основна молекуларна основа.
Ниједан симбол испред броја уноса генерално не указује на опис фенотипа за који менделска основа, иако се сумња, није јасно утврђена или да је одвојеност овог фенотипа од оног у другом уносу нејасна.
Знак (^) испред броја уноса значи да унос више не постоји јер је уклоњен из базе података или премештен у други унос како је назначено.